# オマル・トリホス
オマール・エフライン・トリホス・エレーラ（Omar Efraín Torrijos Herrera, 1929年2月13日 - 1981年7月31日）は、パナマの軍人、政治家。軍事政権を率いたが、反米ナショナリストとして民衆から広く慕われた。

## 生涯

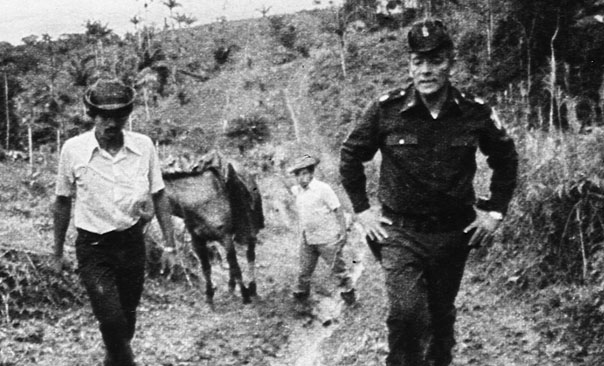
オマール・トリホス（右）

1929年、サンティアゴ (Santiago de Veraguas) の教師の家庭に生まれる。幼少期に母親が米兵にぞんざいに扱われるのを目撃する。エルサルバドル、アメリカ合衆国、ベネズエラの軍人学校で英才教育を受けたのち1952年に国家防衛隊に入隊し、反体制派の弾圧に辣腕を振るうようになった。1968年のクーデターに加わり、最高司令官となり全軍を掌握する。
1972年には新憲法を制定して国の最高指導者としての全権を握り、ペルー革命を指導したペルーのベラスコに影響を受けた民族的政策を打ち出して国民の支持を集めた。その一環としてアメリカ占領下にあったパナマ運河地帯の主権回復を目指し、キューバのカストロに接近し、近隣諸国に協力を求めるなどアメリカ合衆国に揺さぶりをかけた。こうして1977年、アメリカ合衆国と運河返還を約束する条約の締結に成功する。それ以外にも様々な国内改革を行い国民生活の改善に務めた。1978年、国家主席の座を退いたが国家防衛隊最高司令官としてとどまり、新たに結成した民主革命党 (PDR) を通じて圧倒的影響力を発揮し続けた。1981年、謎の飛行機事故で死亡した。事故の原因はアメリカによる暗殺と言われている。

## 脚註
1. ↑  中川・松下・遅野井（1985年）、p.190

## 関連作品
- グレアム・グリーン『トリホス将軍の死』斎藤数衛訳、早川書房、1985年。ISBN 9784152032959